# 寶德 (公司)
宝得流体控制有限公司（德語：Bürkert Verwaltungs-Gesellschaft）是一家总部位于德国英格尔芬根的家族企业，股东是Bürkert家族。公司专业从事电磁阀，蝶阀，球阀，角座阀，止回阀，过滤器，气动驱动，传感器和控制器等生产销售。

## 历史
Bürkert 集团的历史可以追溯到 1946 年。集团创始人 Christian Bürkert 提出了为当时基本需求开发和生产创新产品的想法。在创立之初，公司仅生产孵卵器、暖脚板和厨房炉灶上使用的温度调节器。后来随着时间的推移，公司的焦点逐渐转移到阀门技术上，并成为了电磁阀领域的明星企业。目前，Bürkert 已经成为全球领先的流体控制供应商。

## 公司分布
除了公司总部位于英格尔芬根，目前在全世界有4个研发中心5个生产地点35附属公司全球共有2500多名员工。宝德在36个国家，有35个独立的子公司。宝德在全球范围有5个工作室，分别位于德国Criesbach，德累斯顿，多特蒙德，美国北卡罗纳州夏洛特，中国苏州。

## 业务领域
公司根据产品的物理应用，分出以下主要的业务领域。
- 水处理
- 气体控制
- 卫生级过程
- 微流量系统